# Ring! Ring! Ring!
「Ring! Ring! Ring!」（リン リン リン）は、1990年6月21日にリリースされたDREAMS COME TRUEの6thシングル。

## 収録曲
1. Ring! Ring! Ring!
(作詞・作曲：吉田美和 / 編曲：中村正人)
  - 後に3rdアルバムなどに「Ring! Ring! Ring!（S・H・H VERSION）」として収録（ちなみにこの「S.H.H.」とは「少しだけだよ ホント ホント」の略）。シングルバージョンは他に『BEST OF DREAMS COME TRUE』と『DREAMS COME TRUE THE BEST! 私のドリカム』に収録。
2. 戦いの火蓋
(作詞：吉田美和 / 作曲・編曲：中村正人)
  - この曲のイントロ部分がフジテレビで放映されていた『ウッチャンナンチャンのやるならやらねば』の“トニーナンバラの出張メイク”コーナーの冒頭で使われていた。
  - 3rdアルバムに収録されているバージョンでは、曲の冒頭部分に於いて前曲「OPEN SESAME」の末尾の部分から繋がっている為、当シングルに収録されているバージョンとは全く同じでは無い。

## 収録アルバム
Ring! Ring! Ring!
- WONDER 3 (1990年11月1日、S･H･H VERSION)
- BEST OF DREAMS COME TRUE(1997年10月1日、非公式アルバム)
- DREAMS COME TRUE GREATEST HITS "THE SOUL" (2000年2月14日、S･H･H VERSION)
- DREAMS COME TRUE THE BEST! 私のドリカム(2015年7月7日)

戦いの火蓋
- WONDER 3